# 兆麟苑

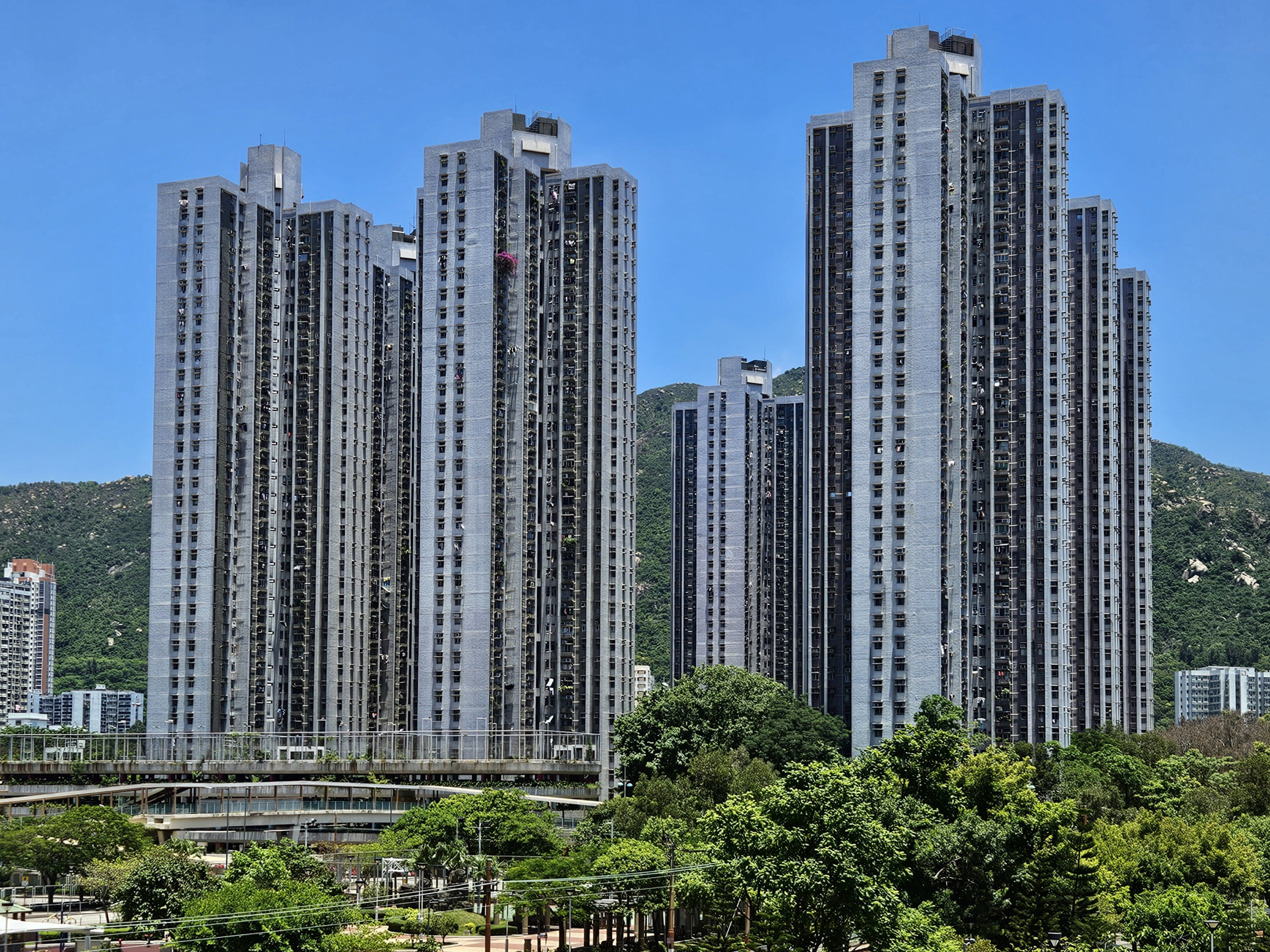
新生命教育協會平安福音中學望向兆麟苑

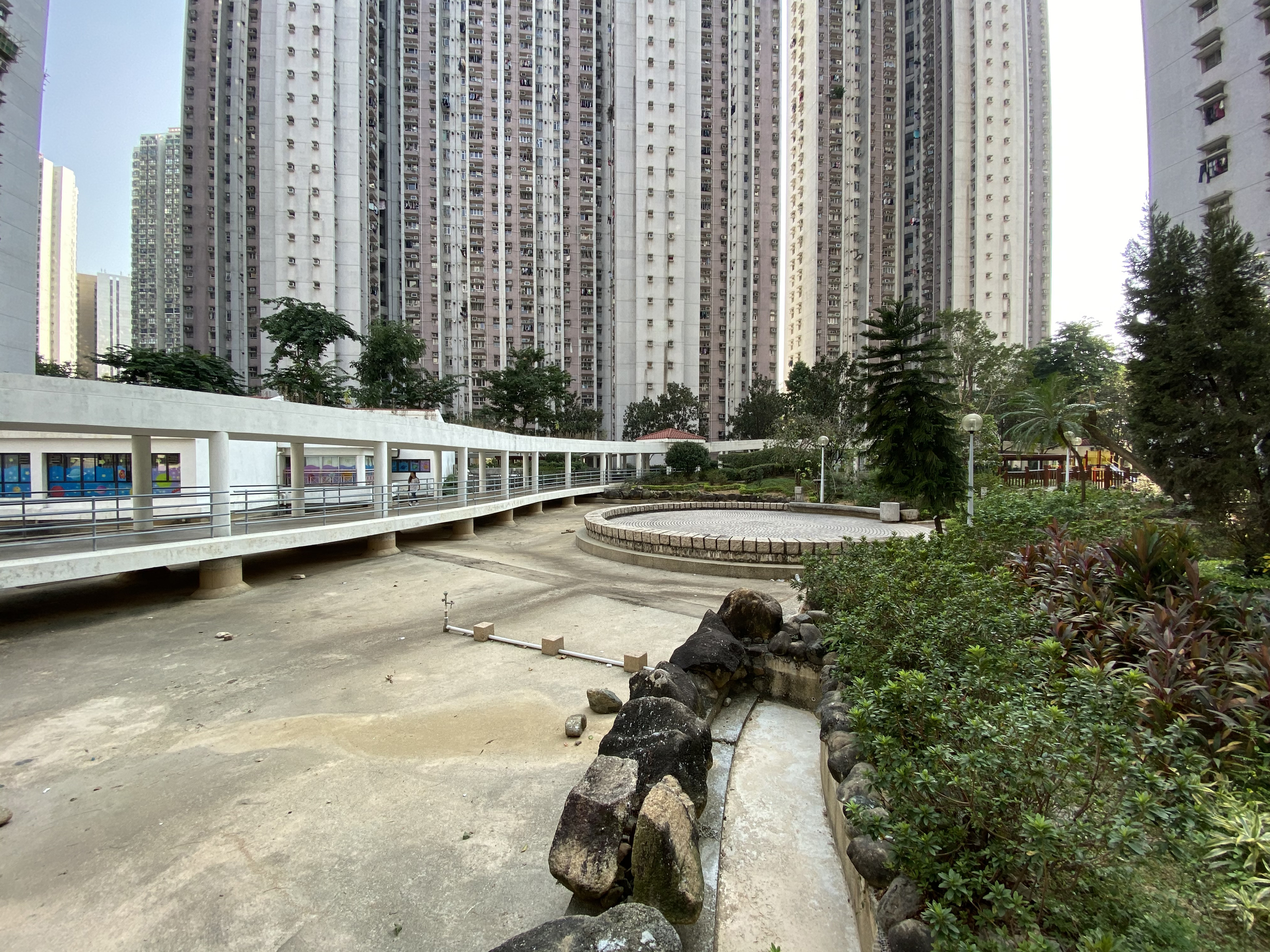
屋苑以水景作包圍，唯經常定期清潔

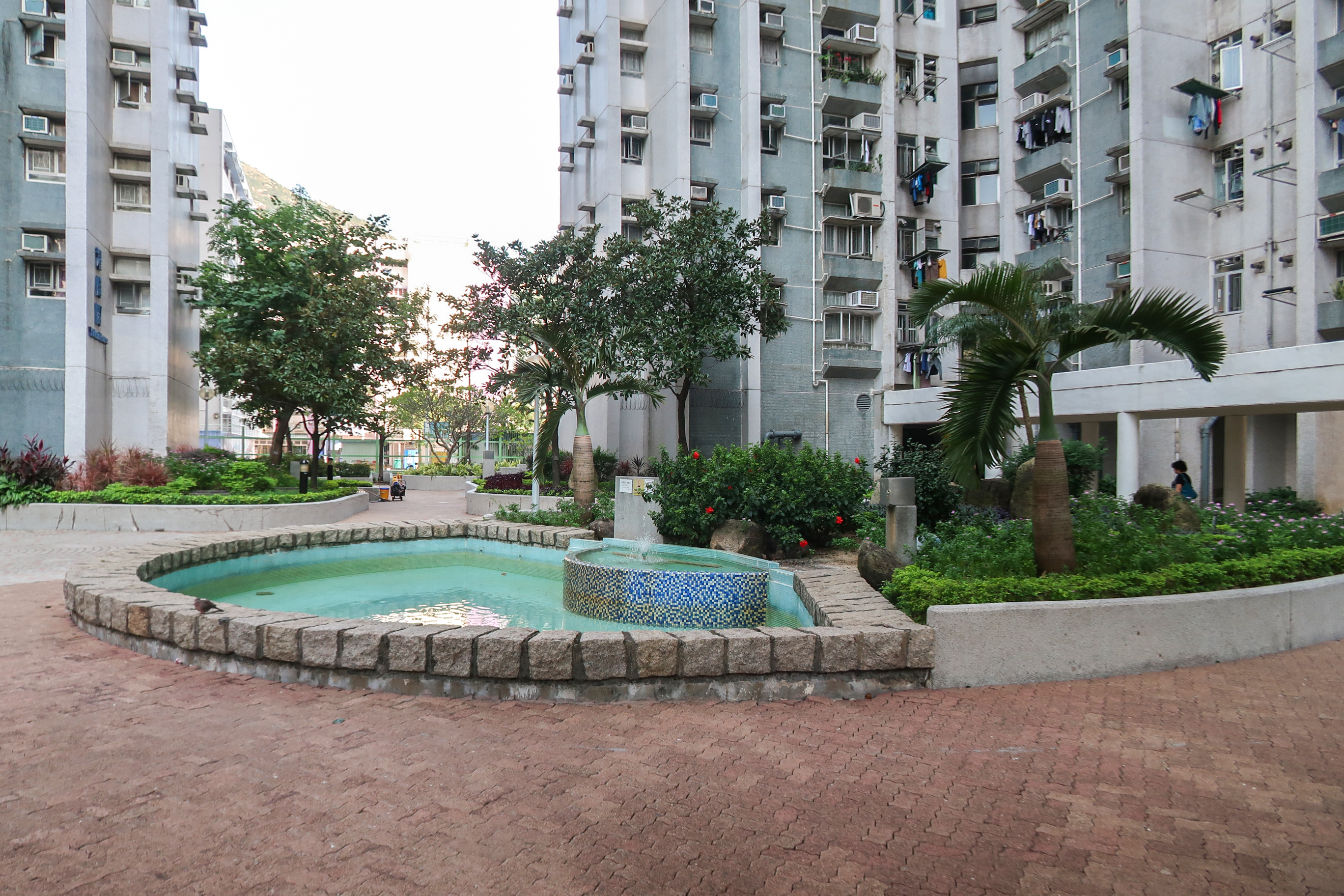
屋苑內的園林

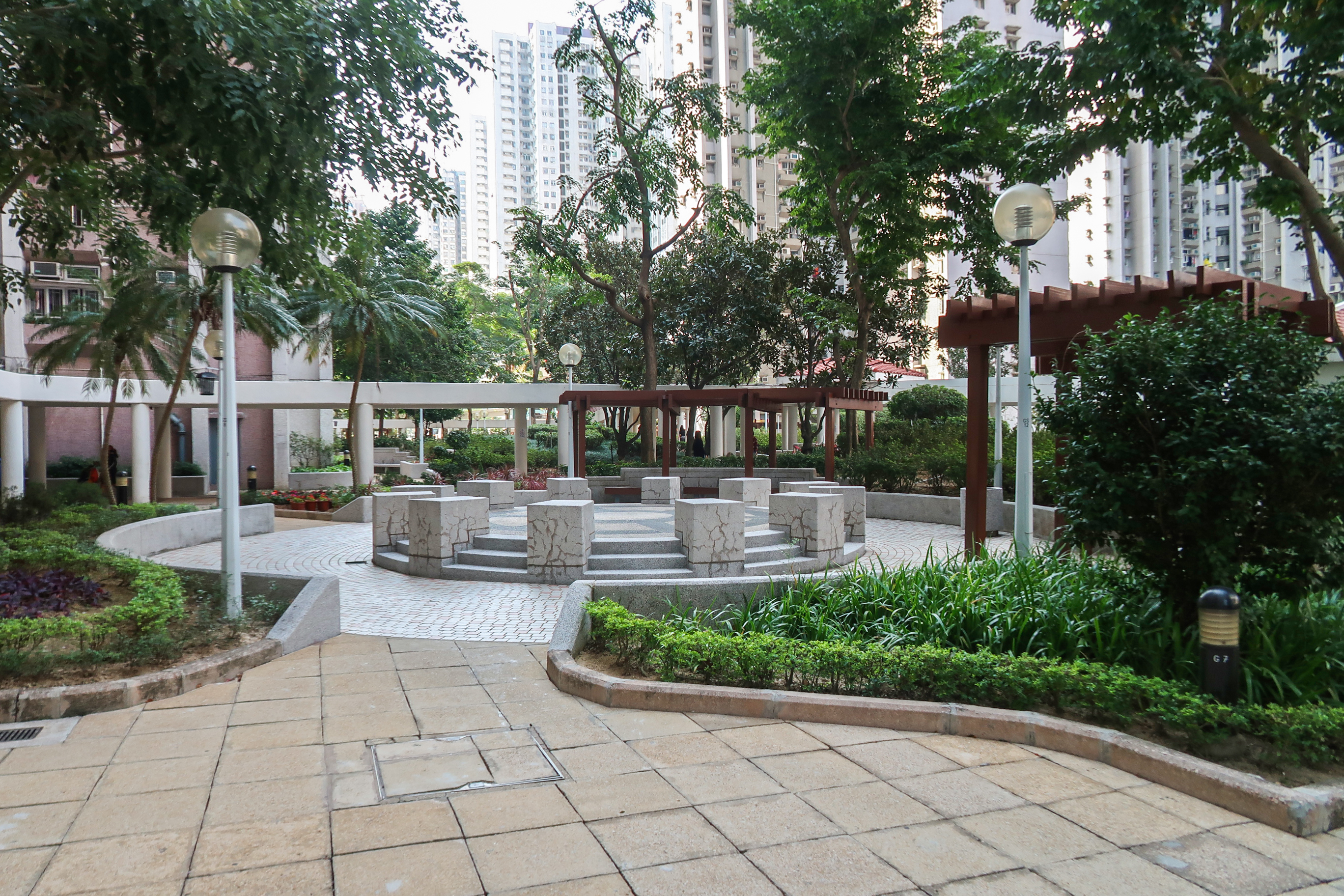
休憩區

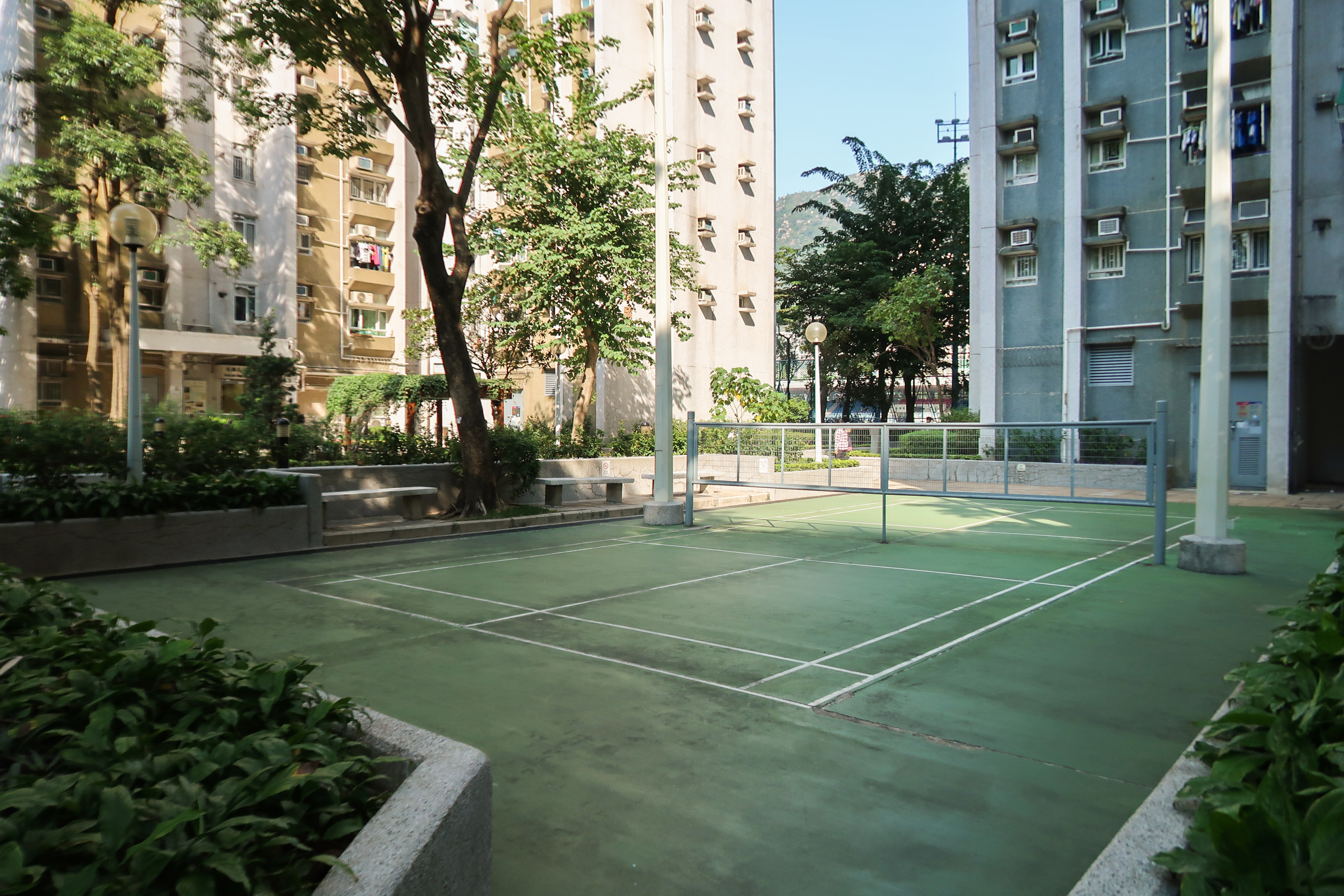
羽毛球場

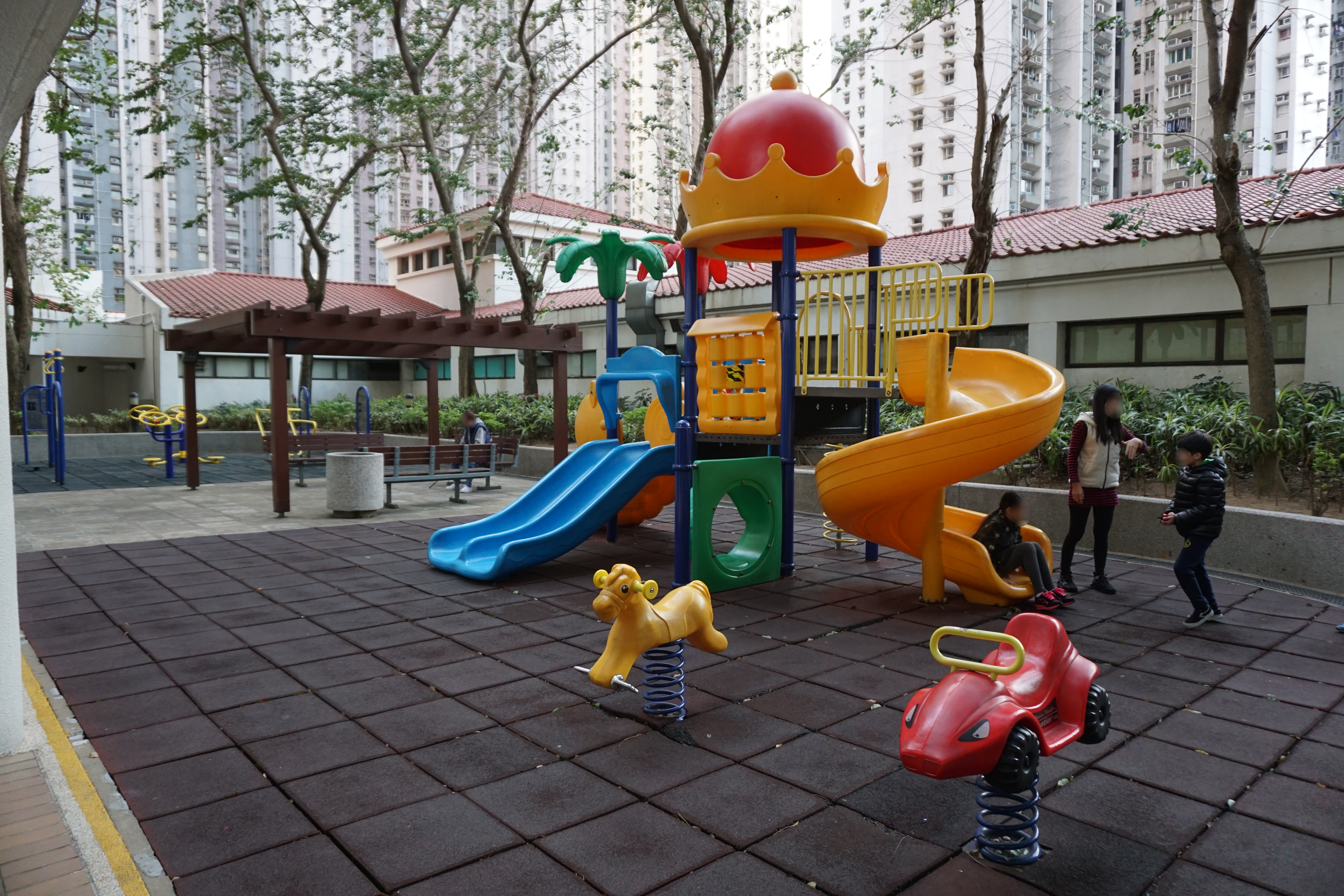
健體區及兒童遊樂場

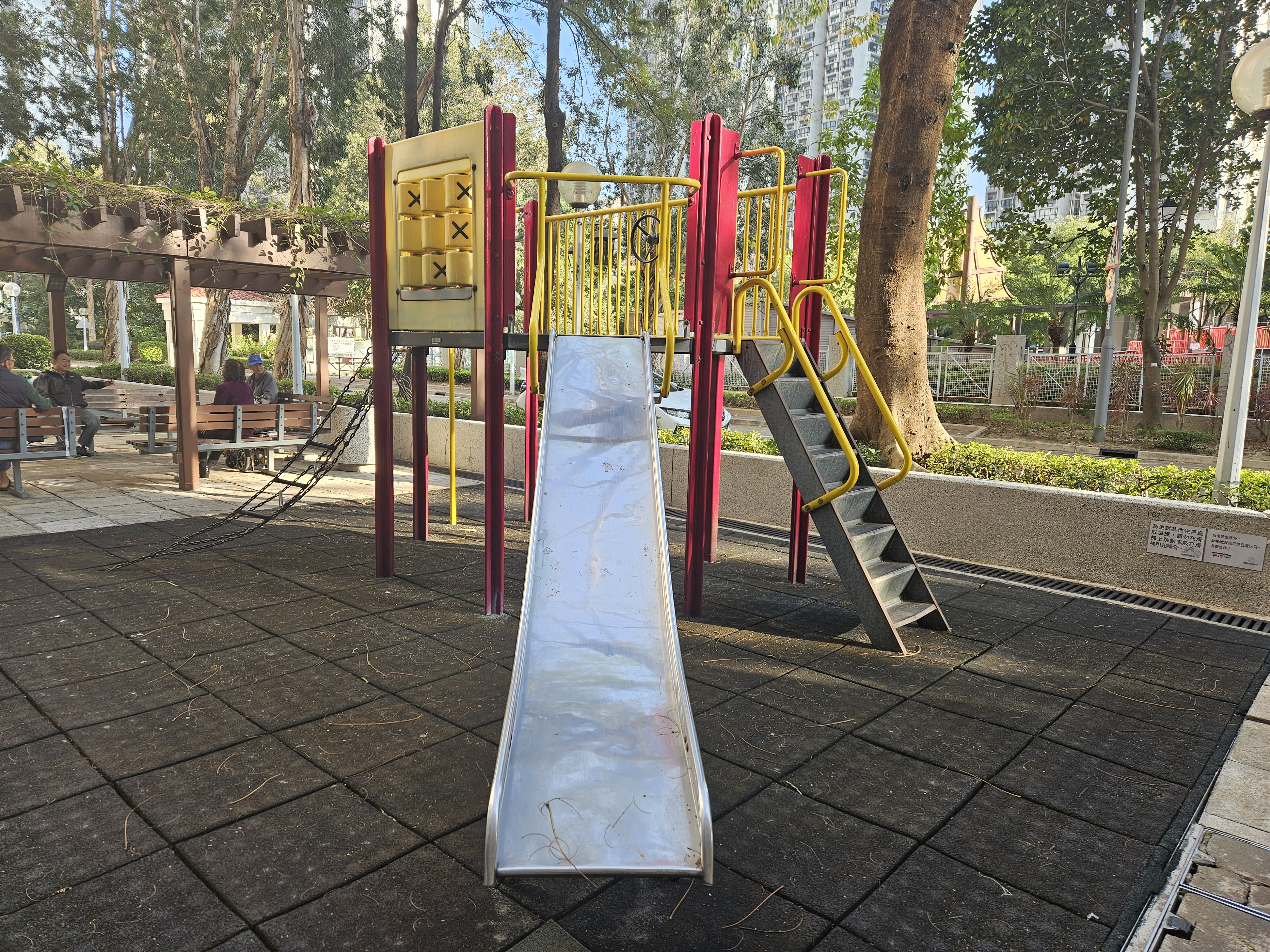
兒童遊樂場

兆麟苑（英語：Siu Lun Court）是香港房屋委員會在屯門區的居者有其屋屋苑之一，由巴馬丹拿建築及工程師有限公司設計，並分別由耀榮建築有限公司（第1-2期）及德榮建築有限公司（第3期）承建，位於新界屯門青山灣及老鼠洲交界的填海地上，鄰近安定邨、翠寧花園以及恒福花園，於1992至1994年分期入伙，總共有12座35層高樓宇分4期出售。
目前由昇捷管理服務有限公司負責物業管理。

## 屋苑資料

### 樓宇
樓宇於1992至1994年分期入伙，共有12座35層高樓宇分4期出售，A、B、C、D座為第一期，I、J、K及L座為第二期，E、F、G及H座為第三期。
| 樓宇名稱（座號） | 樓宇類型 | 落成年份 | 層數 | 每層伙數 | 每座單位數目（伙） | 建築師                       | 承建商           | 提供升降機的廠商  | 期數 |
| ---------------- | -------- | -------- | ---- | -------- | ------------------ | ---------------------------- | ---------------- | ----------------- | ---- |
| 銀麟閣（A座）    | 新十字型 | 1992年   | 35   | 10       | 350                | 巴馬丹拿建築及工程師有限公司 | 耀榮建築有限公司 | 英國通用電氣-捷運 | 1    |
| 寶麟閣（B座）    | 新十字型 | 1992年   | 35   | 10       | 350                | 巴馬丹拿建築及工程師有限公司 | 耀榮建築有限公司 | 英國通用電氣-捷運 | 1    |
| 翠麟閣（C座）    | 新十字型 | 1992年   | 35   | 10       | 350                | 巴馬丹拿建築及工程師有限公司 | 耀榮建築有限公司 | 英國通用電氣-捷運 | 1    |
| 耀麟閣（D座）    | 新十字型 | 1992年   | 35   | 10       | 350                | 巴馬丹拿建築及工程師有限公司 | 耀榮建築有限公司 | 英國通用電氣-捷運 | 1    |
| 瑞麟閣（E座）    | 新十字型 | 1994年   | 35   | 10       | 350                | 巴馬丹拿建築及工程師有限公司 | 德榮建築有限公司 | 迅達              | 3    |
| 嘉麟閣（F座）    | 新十字型 | 1994年   | 35   | 10       | 350                | 巴馬丹拿建築及工程師有限公司 | 德榮建築有限公司 | 迅達              | 3    |
| 富麟閣（G座）    | 新十字型 | 1994年   | 35   | 10       | 350                | 巴馬丹拿建築及工程師有限公司 | 德榮建築有限公司 | 迅達              | 3    |
| 貴麟閣（H座）    | 新十字型 | 1994年   | 35   | 10       | 350                | 巴馬丹拿建築及工程師有限公司 | 德榮建築有限公司 | 迅達              | 3    |
| 詠麟閣（I座）    | 新十字型 | 1993年   | 35   | 10       | 350                | 巴馬丹拿建築及工程師有限公司 | 德榮建築有限公司 | 英國通用電氣-捷運 | 2    |
| 旭麟閣（J座）    | 新十字型 | 1993年   | 35   | 10       | 350                | 巴馬丹拿建築及工程師有限公司 | 德榮建築有限公司 | 英國通用電氣-捷運 | 2    |
| 輝麟閣（K座）    | 新十字型 | 1993年   | 35   | 10       | 350                | 巴馬丹拿建築及工程師有限公司 | 德榮建築有限公司 | 英國通用電氣-捷運 | 2    |
| 華麟閣（L座）    | 新十字型 | 1993年   | 35   | 10       | 350                | 巴馬丹拿建築及工程師有限公司 | 德榮建築有限公司 | 英國通用電氣-捷運 | 2    |

## 設施
屋苑內設3個羽毛球場、健體區、兒童遊樂場和乒乓球桌。而屋苑內的兩個停車場天台上蓋均設籃球場或羽毛球場。

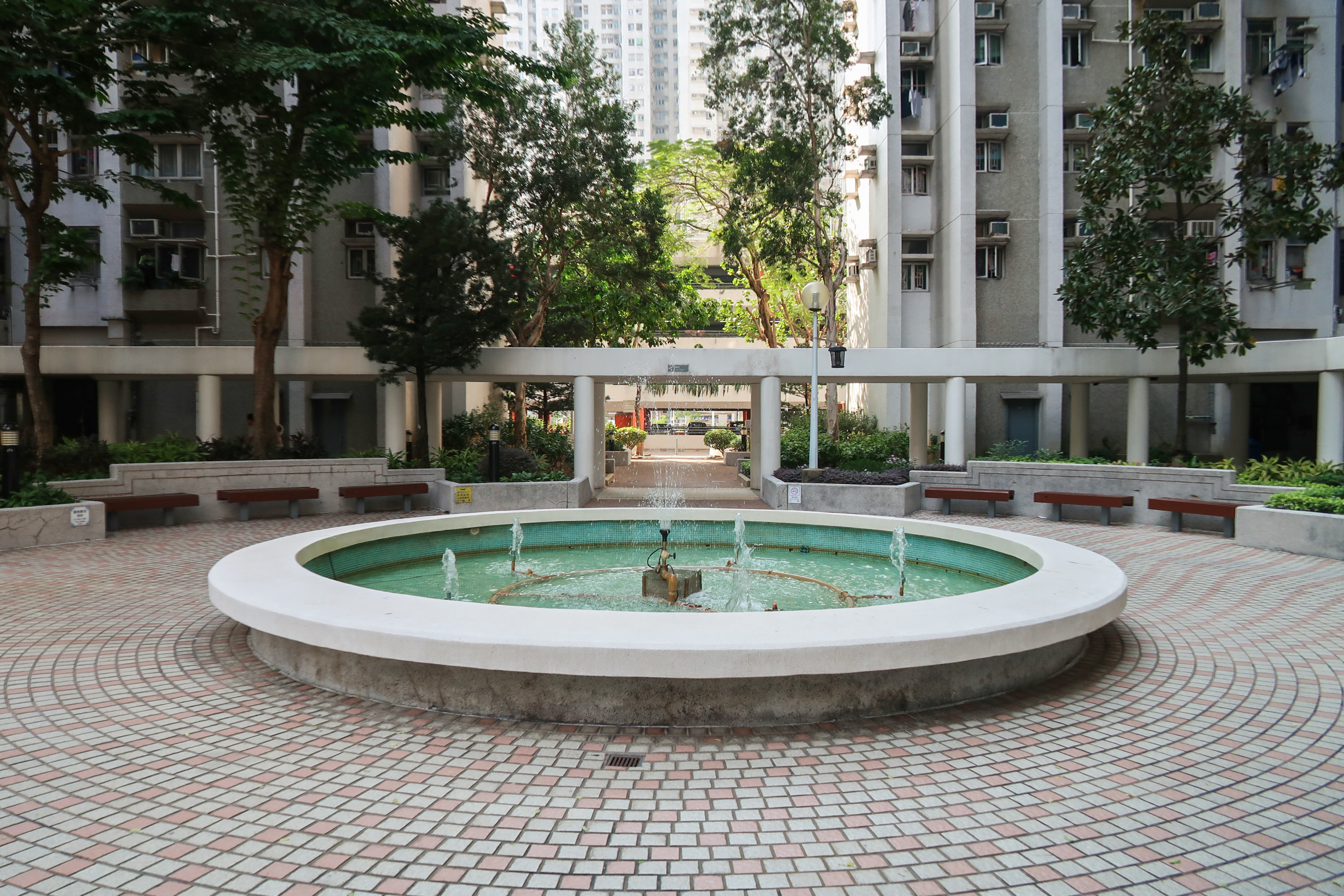
屋苑內的水池
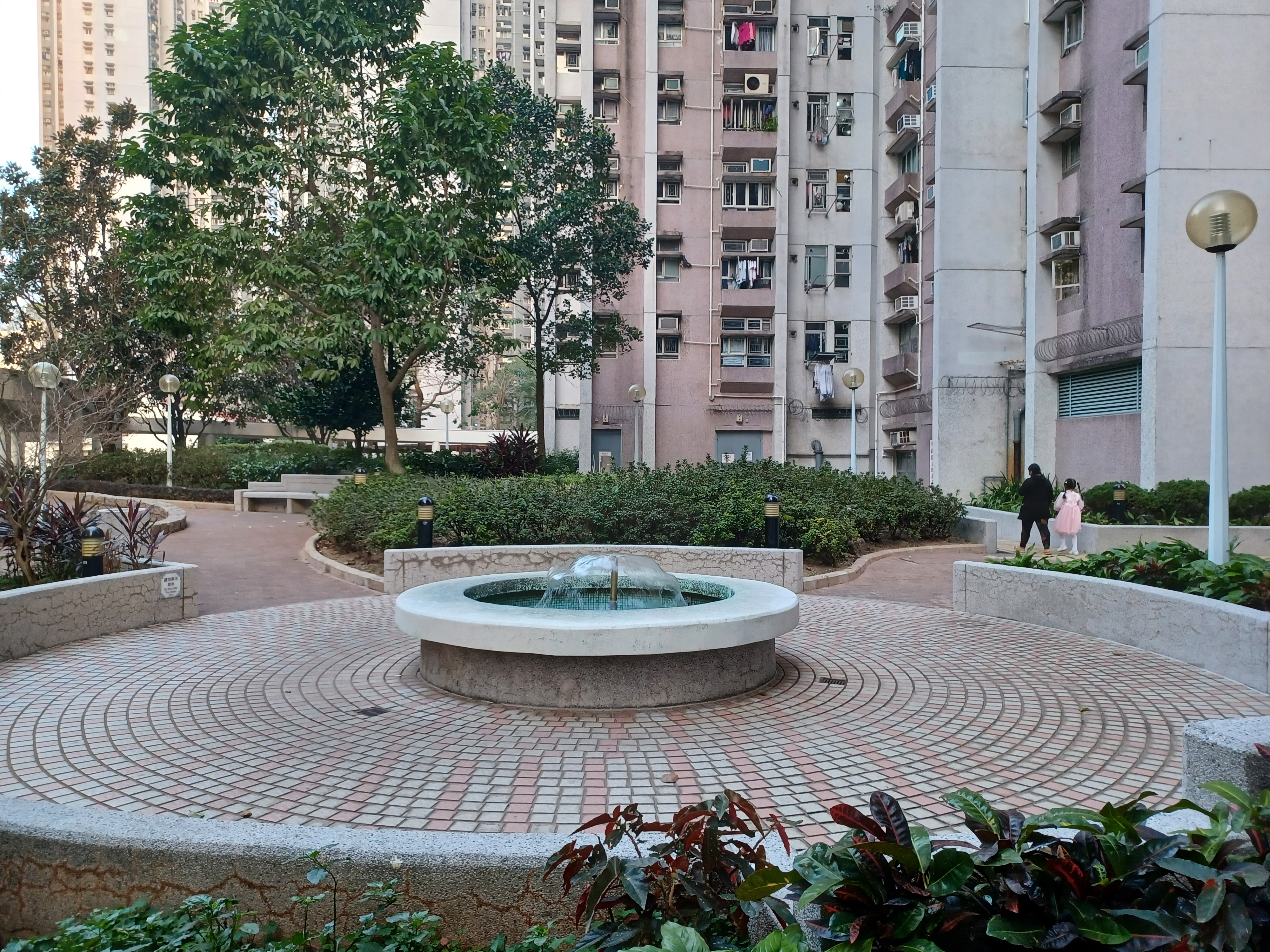
詠麟閣外的水池
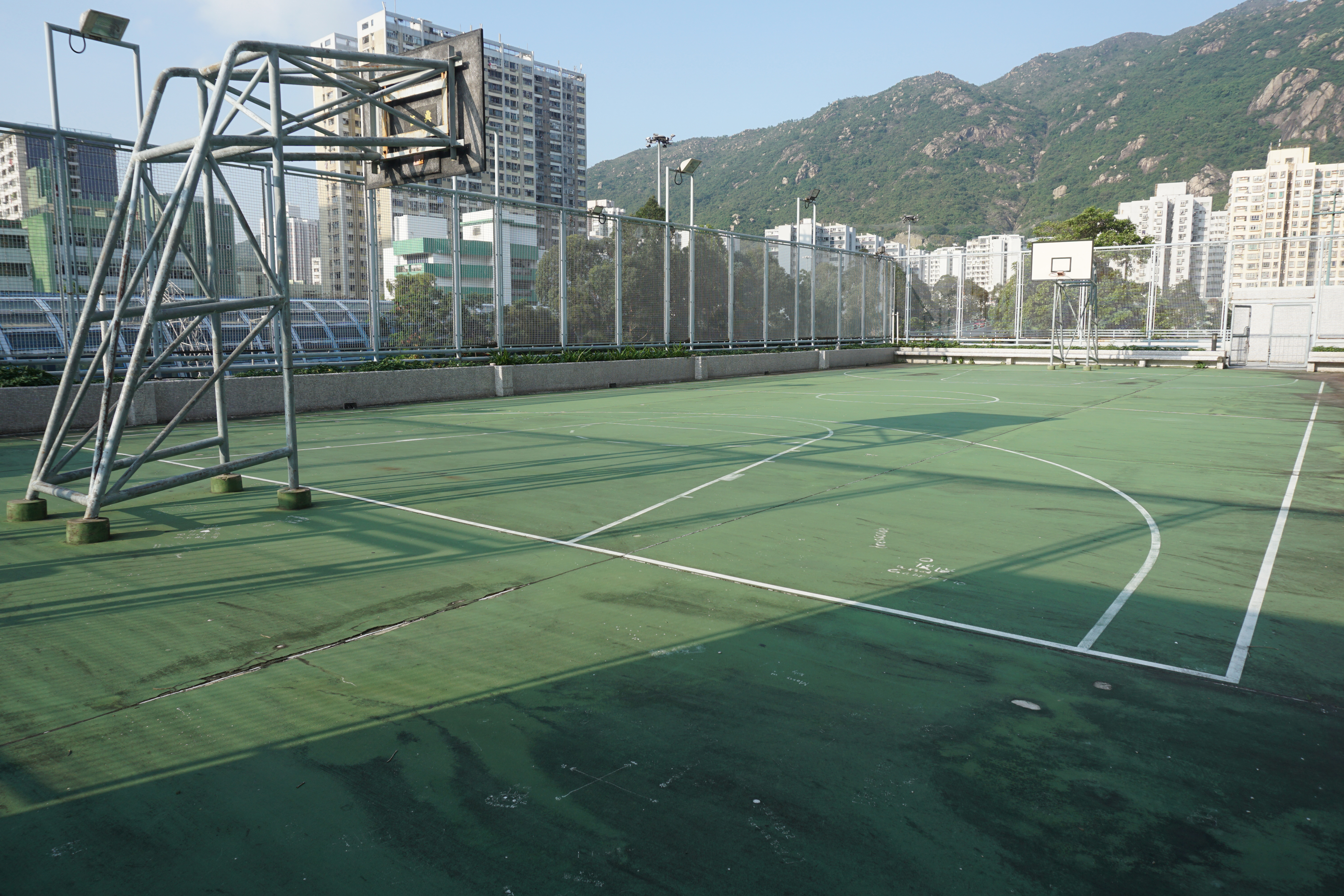
位於二號停車場天台的籃球場
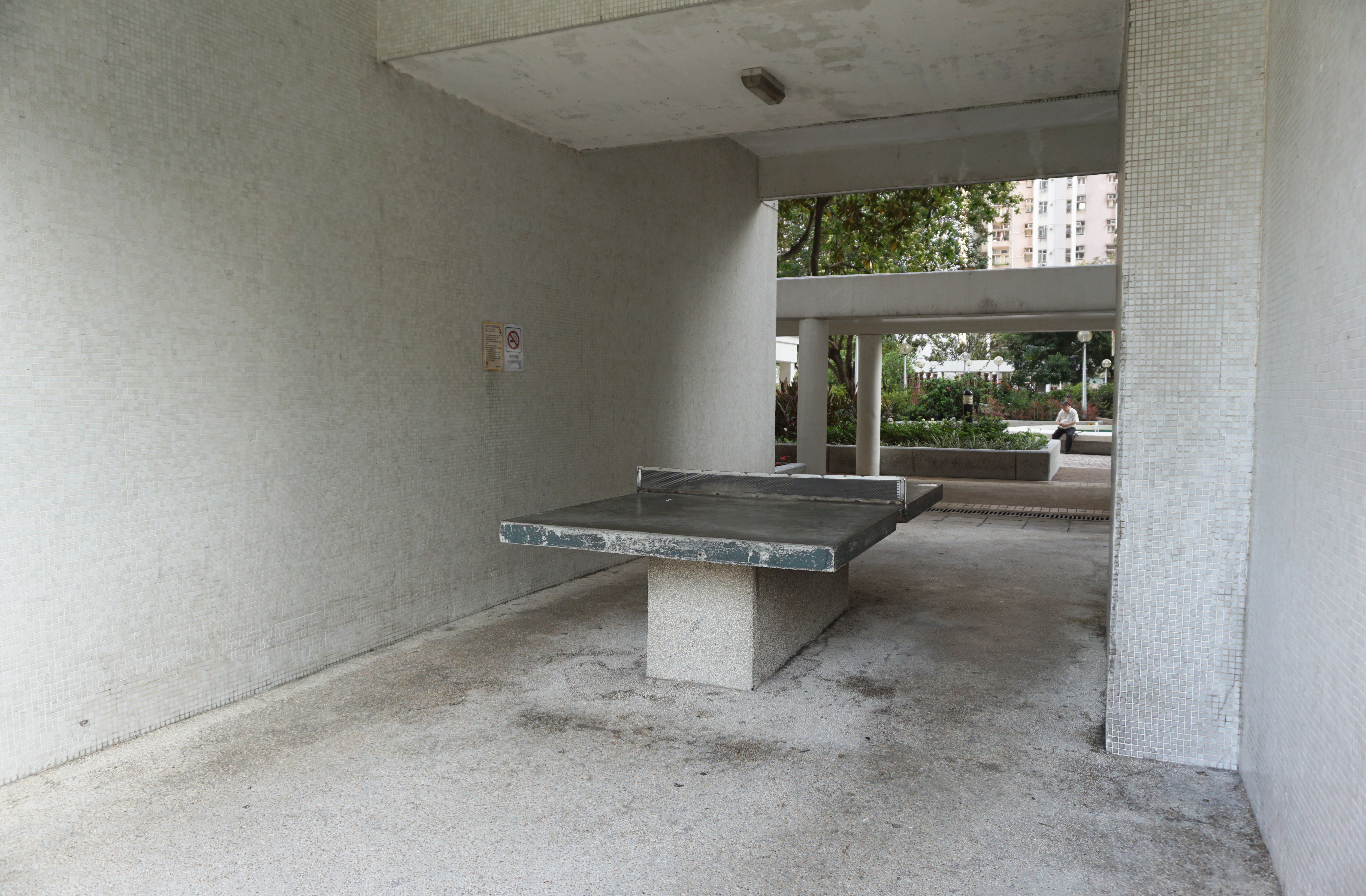
乒乓球桌
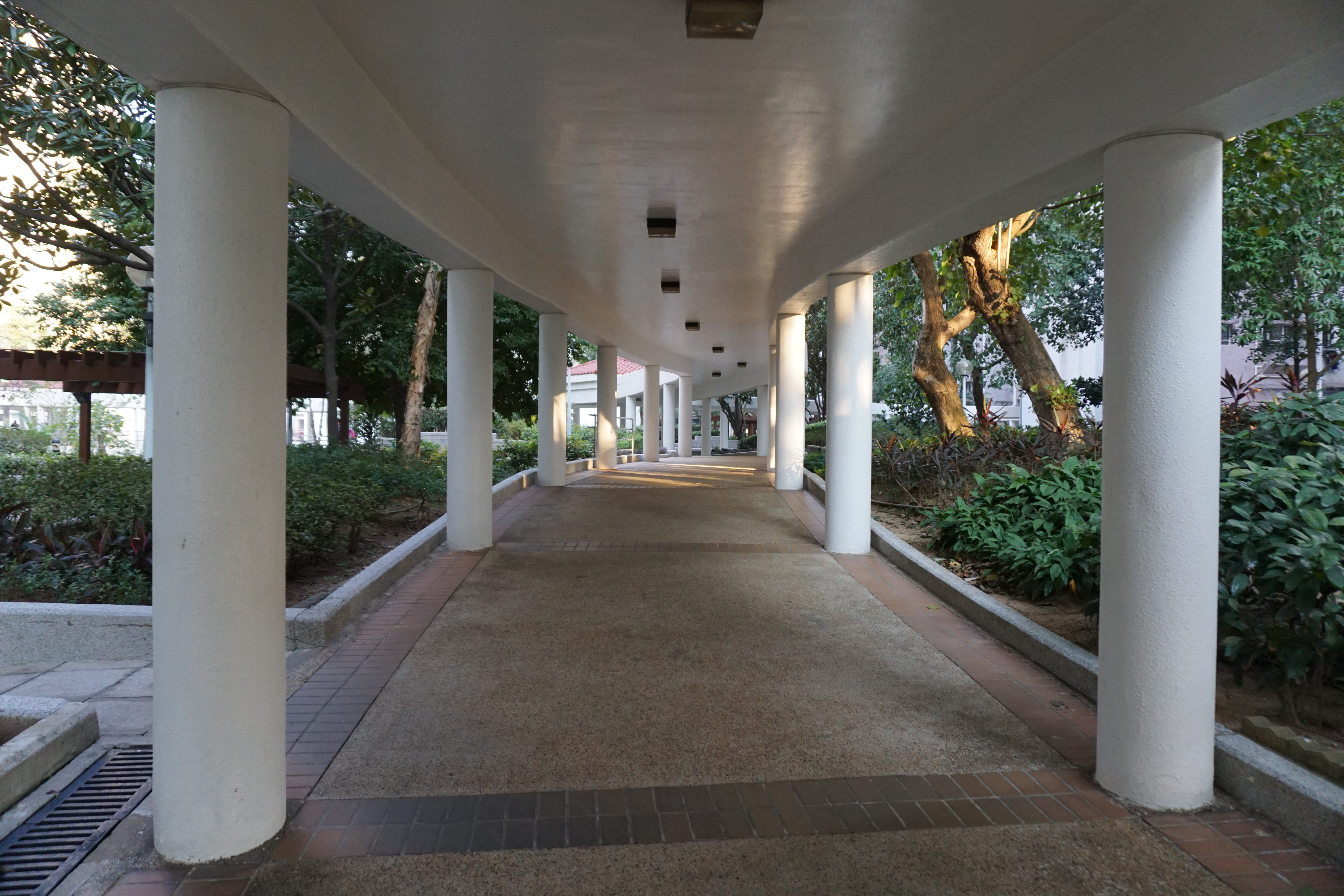
有蓋行人通道
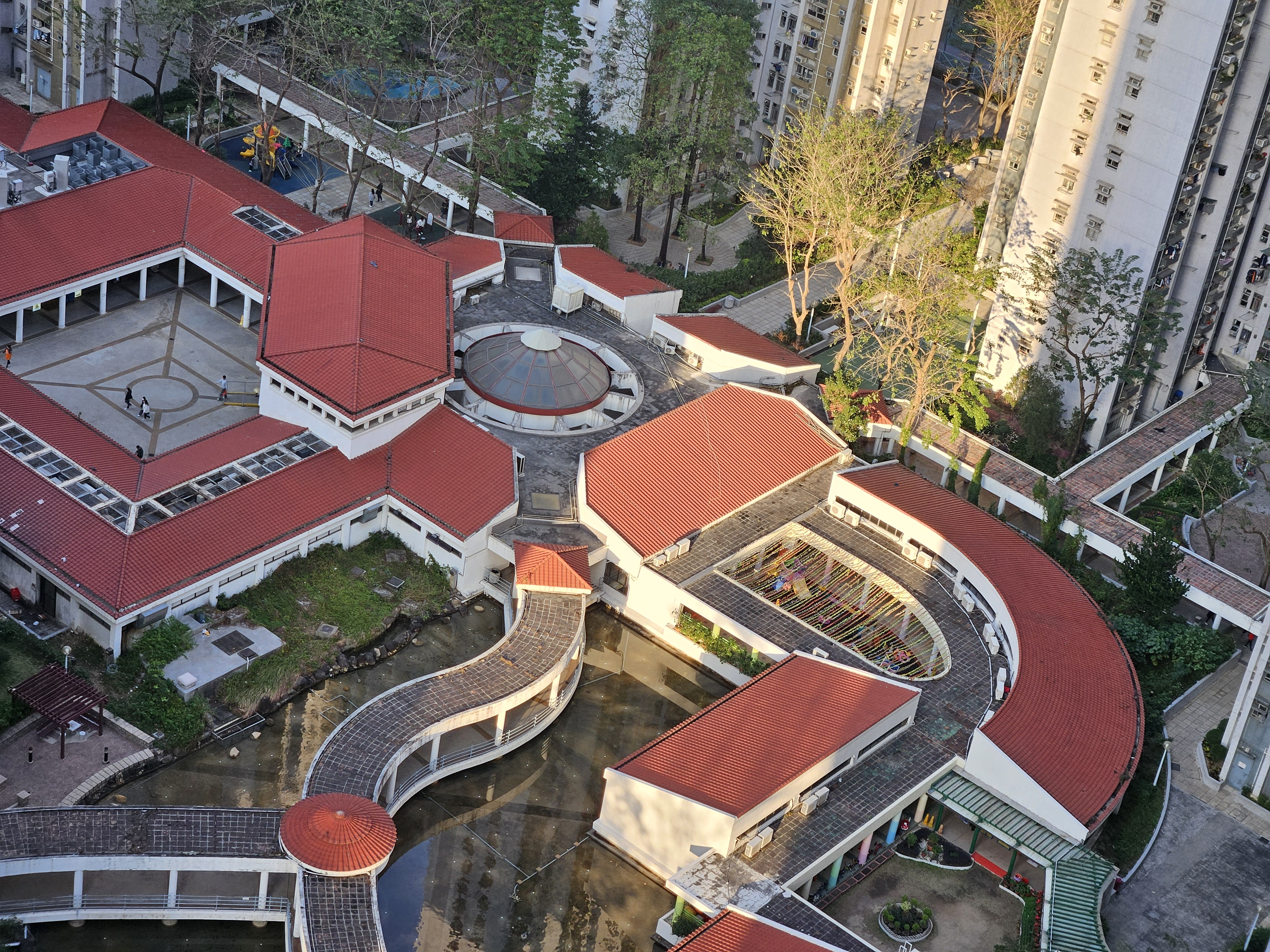
有蓋行人通道
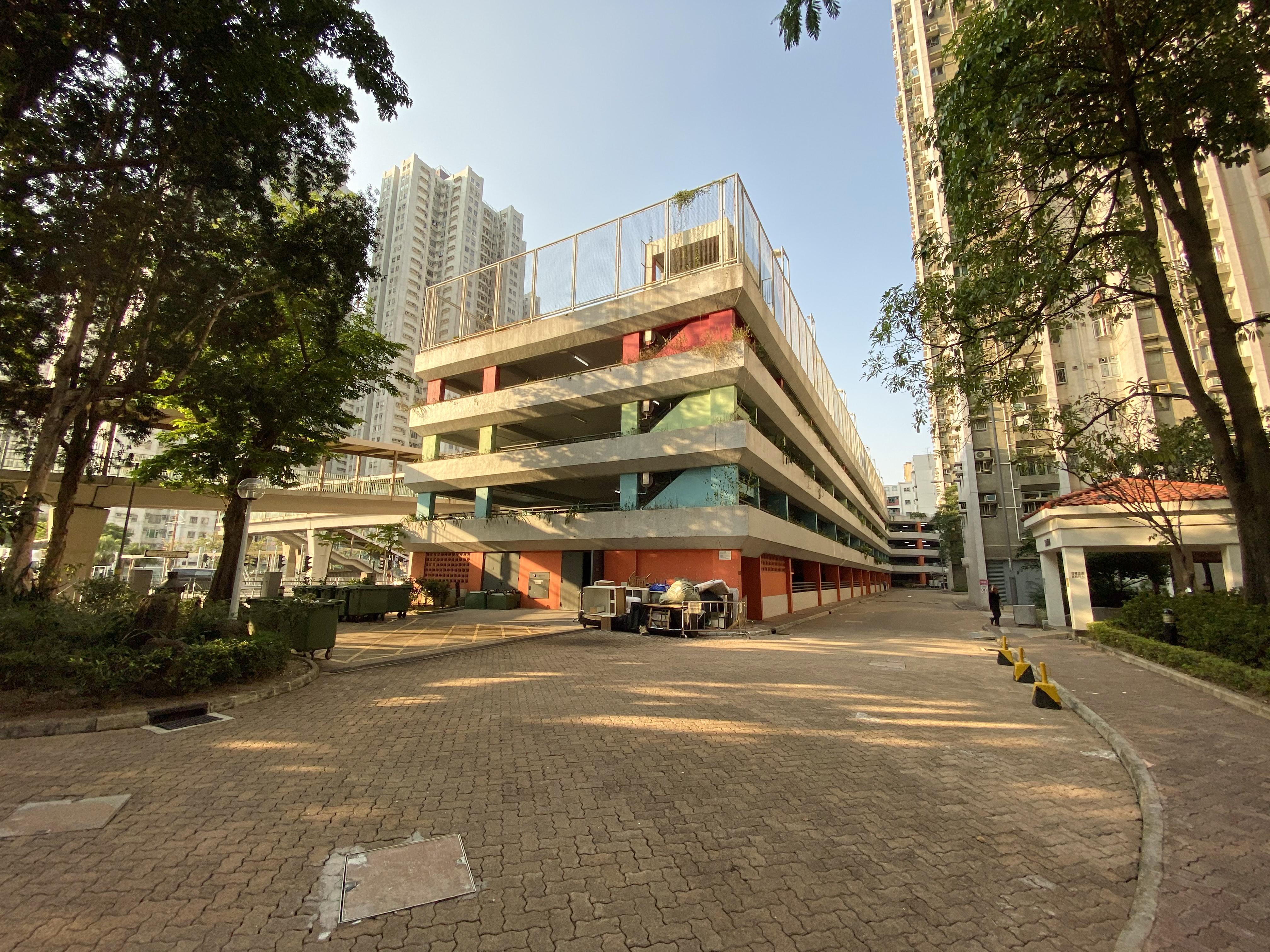
二號停車場

### 商場

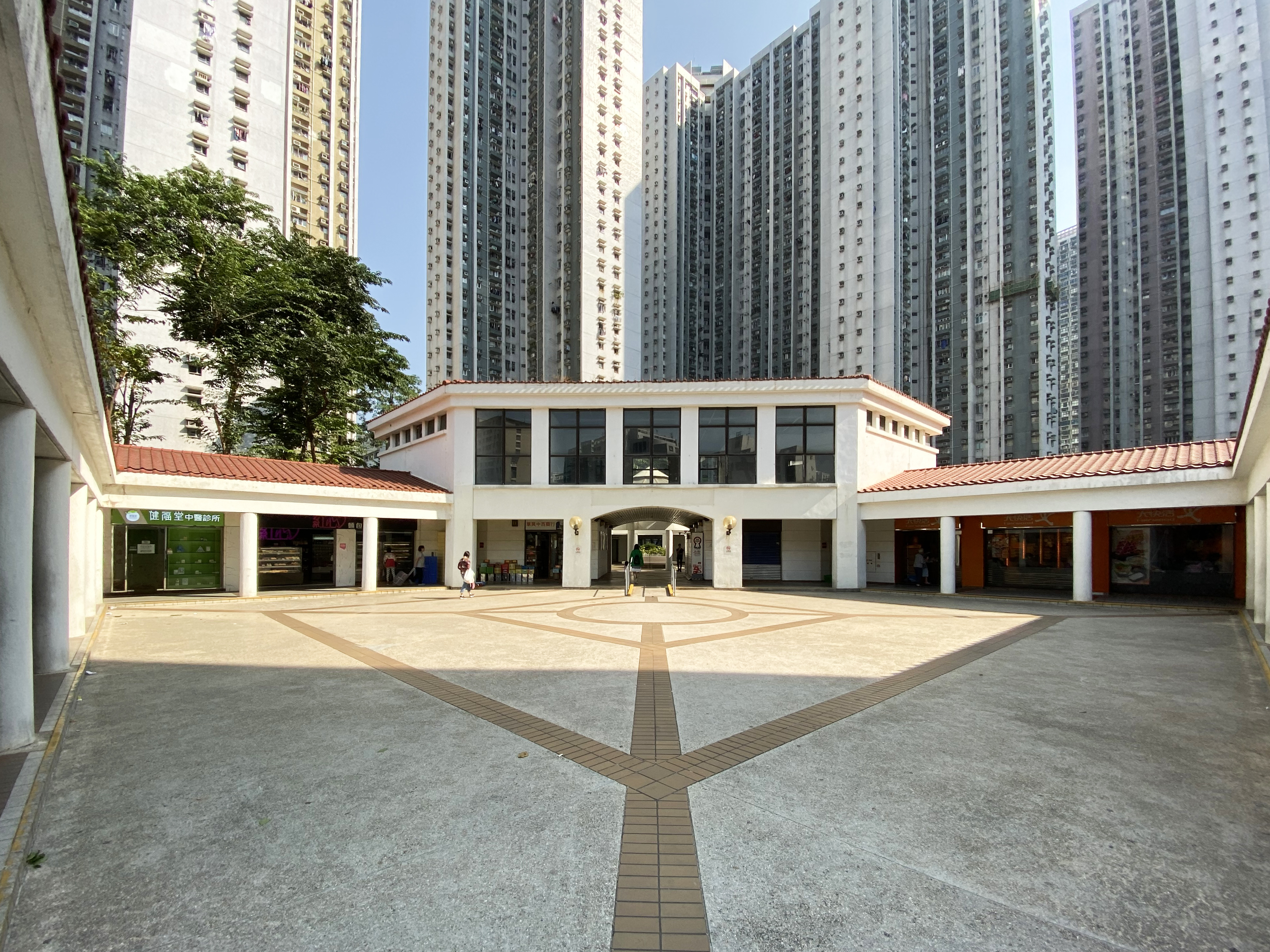
兆麟商場

兆麟商場樓高兩層，租戶主要包括大快活、7-11便利店、麵包店、藥房、髮廊(已於2024年9月結業)、和聖公會青山聖彼得堂兆麟苑幼稚園。2014年10月，林子峰和陳秉志以3.18億港元向領展購入商場。到2015年6月，有媒體揭發業主將前房屋署辦事處租予一間專向長者售賣健康產品的公司，涉嫌違反地契，報導時不過情況未有改善，現在該單位已租予4S Fitness(於2024年12月開業)。
2020年5月4日，屋苑開業27年的百佳超級市場結束營業。其後於2021年1月，原址開設惠康超級市場及和平市集。

## 教育及福利設施

### 幼稚園
- 聖公會青山聖彼得堂兆麟苑幼稚園（1993年創辦）（兆麟苑商場地下）

### 中學
- 鐘聲慈善社胡陳金枝中學
- 基督教四方福音會深培中學

### 護養院
- 屯門護養院 - 博愛醫院（1998年投入服務）（屯門兆麟街2號）

## 附近地方／建築
- 鐘聲慈善社胡陳金枝中學
- 基督教四方福音會深培中學
- 屯門兆麟政府綜合大樓
- 兆麟運動場
- 兆麟站
- 恒福花園
- 三聖邨
- 安定邨
- 翠寧花園
- 屯門護養院 - 博愛醫院[]
- 老鼠洲兒童遊樂場
- 青山灣避風塘
- 青山魚類批發市場

## ‍爭議事件

### 防暴警察進入屋苑驅散引起衝突
2019年11月9日晚上，一名70歲的婆婆發現自己的居住地址被種票，因而尋求兆翠區候選人甄霈霖協助。期間突然有4名男子衝前恐嚇婆婆和甄霈霖，而在旁的年輕人也被多名男子用膠椅擊打頭部。樓上突然有人擲下玻璃樽後，到晚上10時許，約80名防暴警察再次進入屋苑範圍，到11時更一度舉起藍旗，稱市民參與非法集結。到40分鐘後防暴警員開始撤退，雖然現場市民歡呼拍掌，但其間有三名防暴警員曾向市民擎槍，再度引起市民不滿。該名婆婆強烈批評警察濫用權力，認為現場只有街坊，對此感到擔心。
2019年11月10日下午約3時半，一批防暴警員突然進入屋苑，引起居民不滿。有人在單位內大叫禁止警察進入私人地方，但警察未有理會，期後圍觀的市民大叫收隊。警員在撤退時更一度舉起長槍，指向屋苑的大廈高層單位。事後一名示威者在毗鄰兆麟苑的深培中學外被捕。

### 區議員監察屋苑肺炎個案被控違限聚令罪成
時任屯門區議員甄霈霖，2020年7月20日在自己所屬的選區，於屋苑大堂監察管理公司處理屋苑首宗新型肺炎確診個案，而被指參與受禁群組聚集。雖然他否認控罪，不過經審訊後被裁定罪名成立。到2021年11月1日被屯門法院裁判官指他對管理公司造成擾攘，並認為其行為自私不負責和製造不必要恐慌，最後判80小時社會服務令。甄霈霖其後提出上訴，辯方認為裁判官對「公眾地方」定義不合理。而律政司代表指屋苑大堂和升降機都是公眾地方，又指條例可獲豁免的對象只包括政府諮詢機構，如立法會及區議會會議，議員的個人行事並不獲豁免。反指甄霈霖聲凶惡質問管理公司主任。

## 外部連結
- 房委會物業位置及資料 兆麟苑 （页面存档备份，存于）